# プロデューサー
プロデューサー（英語: Producer、略称PまたはPD）とは、映画やテレビ番組・ラジオ番組・ドラマ・アニメなどの映像作品、ポスターや看板などの広告作品、音楽作品、コンピュータゲーム作品制作/製作、アイドルなど、制作活動の予算調達や管理、スタッフの人事などをつかさどり、制作全体を統括する職務、その現場の責任者を指す。ディレクターよりも広範囲な管理指揮権を有し、制作物の商業的な成否について責任をもつ。

## 実態
テレビ番組製作の場合、テレビジョン放送局と制作プロダクションの双方にプロデューサーが存在し、それぞれの立場から番組製作に方向性を与えている。放送局およびプロダクションのプロデューサーにはディレクター出身者が多く、兼任している場合も多くみられる。ラジオ番組製作の場合も同様である。
映画製作を行う映画プロデューサーはテレビ番組と違い資金が集まらない場合には自腹を切ったり、赤字を自ら被ったりしなければならない。その点、テレビ番組の多くはサラリーマンプロデューサーである。エグゼクティブ・プロデューサーやゼネラルプロデューサー、チーフ・プロデューサーなどプロデューサーの上位に立つ役職が設けられる場合もある。また、ラインプロデューサーやアソシエイトプロデューサーといった職務も存在している。
音楽製作の場合は、レコード会社と音楽家（作詞家・作曲家・編曲家）や歌手の所属する芸能（音楽）プロダクションの双方にプロデューサーが存在し、それぞれの立場から作品製作に方向性を与えているが、初期費用が映画とは桁違いに小さい。著名な音楽プロデューサーにはジャム&ルイス、LA&ベイビーフェイス、テディ・ライリーらがいる。音楽プロダクションのプロデューサーには、音楽家の出身者（例︰小室哲哉、つんく♂、小林武史、中田ヤスタカなど）が多い。
ゲーム製作の場合も、テレビや音楽と同様にゲーム会社と製作会社の双方にプロデューサーが存在し、ゲームクリエイターと共に自らデザインやプログラムを手掛けることもある。

## プロデューサーの種類

### 分野
- お化け屋敷プロデューサー
- アニメーションプロデューサー - アニメ制作会社のプロデューサー。
- アートプロデューサー
- イベントプロデューサー
- ウェディングプロデューサー
- 映画プロデューサー
- 映像プロデューサー
- LGBTのプロデューサー
- 演劇プロデューサー
- 音楽プロデューサー
- 空間プロデューサー
- 芸能プロデューサー
- ゲームプロデューサー
- CMプロデューサー
- 出版プロデューサー
- スポーツプロデューサー
- タウンプロデューサー
- デザインプロデューサー
- テレビプロデューサー
- ビジネスプロデューサー
- ファッションプロデューサー
- ふるさとプロデューサー
- ブランディングプロデューサー
- メディアプロデューサー
- ラジオプロデューサー
- ボカロP

### 権限
- エグゼクティブプロデューサー
- チーフプロデューサー
- アシスタントプロデューサー（アソシエイトプロデューサー） - プロデューサーの下で限られた機能をしばしば担当する役目。社外などから参加するプロデューサー。原則として、（社内の）プロデューサーと上下関係にはない。

### 職能
- ゼネラルプロデューサー - 制作費・スタッフ・作品の方向性を統括。
- コープロデューサー - 企業との折衝や資金面を専門に担当。
- 制作プロデューサー - 作品内容や作品進行の統括。
- ラインプロデューサー - 予算面と現場面のスーパーバイザー。

## 人物と種類
（例）
- 荒野広治 - モテ期プロデューサー
- 油井誠志 - 音楽・音プロデューサー
- 小口健蔵 - 稼ぐ公園プロデューサー
- 小村大樹 - トータルプロデューサー
- 加藤敏明 - 和食プロデューサー
- 川後陽菜 - アイドルプロデューサー
- カワシマユカ - アイドルプロデューサー
- 神戸常雄 - マーケティングプロデューサー
- 岸本拓也 - ベーカリープロデューサー
- 木村なつみ - アクセサリープロデューサー
- 口井雅弘 - 美術プロデューサー
- 小林洋志 - ビジネスイインキュベーションプロデューサー
- 五味弘文 - お化け屋敷プロデューサー
- 佐々木大輔 (プロデューサー) - ファッションプロデューサー
- 佐藤オオキ - デザインプロデューサー
- 佐藤修幸 - 演劇プロデューサー
- 柴田陽子 - ブランドプロデューサー
- 竹村義宏 - フランチャイズプロデューサー
- 龍口健太郎 - イベントプロデューサー
- 津田佳和 - 観光施設プロデューサー
- 中村勝弥 - ブランディングプロデューサー
- 二藤部冬馬 - ボカロプロデューサー
- 藤元健太郎 - ビジネスのトータルプロデューサー
- 古里健司 - デザインプロデューサー
- 校條浩 - 新事業プロデューサー
- りんご飴マン - アイドルプロデューサー
- 若新雄純 - 地方再生プロデューサー
- 井上豪希 - 品物プロデューサー
- 上木草平 - 店舗プロデューサー